# Ботропойд острівний
Ботропойд острівний (Bothropoides insularis) — отруйна змія з роду ботропойд родини гадюкові. Інша назва «острівна жарарака».

## Опис
Загальна довжина сягає 70—100 см, дуже рідко 1,18 м. Голова широка, масивна, тулуб стрункий, кремезний. Очі округлі, зіниці вертикальні. Забарвлення світло—коричневе, золотаве, жовтувате з трикутними або квадратними темними плямами уздовж тулуба.

## Спосіб життя
Полюбляє густі зарості чагарників та низькорослі дерева. Усе життя проводить на деревах або чагарниках. Харчується дрібними гризунами, птахами.
Отрута досить потужна. Миша гине протягом 2 секунд.
Це яйцеживородна змія. Самиця народжує до 6 дитинчат. Більшість самиць має також і чоловічі копулятивні органи. Гермафродитизм виробився у зв'язку з обмеженістю популяції на маленькому острові. Інтерсексуальність дозволяє підвищити темп розмноження. За останні півстоліття частка самців у популяції зменшилась, а відсоток інтерсексуальних особин збільшився.

## Розповсюдження
Мешкає лише на скелястому о. Кеймада-Гранді, розташованого на відстані 60 км від м. Сантус (провінція Сан-Паоло, Бразилія).